# Ahmad Alhendawi
Ahmad Alhendawi (al-Zarqa, 20 maggio 1984) è un attivista e funzionario delle Nazioni Unite giordano, segretario generale dell'Organizzazione Mondiale del Movimento Scout dal 2017.
È il più giovane segretario nella storia dell'organizzazione. In precedenza, ricoprì per primo la carica di inviato del Segretario generale delle Nazioni Unite per la gioventù, nominato dal Segretario generale delle Nazioni Unite il 17 gennaio 2013.

## Biografia
Nato in Siria, Alhendawi conseguirà poi un master in Relazioni europee e internazionali avanzate presso l'Istituto Europeo a Nizza, un diploma in Policy Officer in Organizzazioni Europee e Internazionali presso la Bilgi University di Istanbul e una laurea in Sistemi Informatici presso l'Università Applicata di Al-Balqa`